# مقاطعة فولتن (أوهايو)
مقاطعة فولتن (بالإنجليزية: Fulton County)‏ هي إحدى مقاطعات ولاية أوهايو في الولايات المتحدة الأمريكية.